# Districte de Mortagne-au-Perche
El Districte de Mortagne-au-Perche és un dels tres districte amb què es divideix el departament francès de l'Orne, a la regió de la Normandia. Té 12 cantons i 146 municipis. El cap del districte és la sotsprefectura de Mortagne-au-Perche.

## Cantons
cantó de L'Aigle-Est - cantó de L'Aigle-Oest - cantó de Bazoches-sur-Hoëne - cantó de Bellême - cantó de Longny-au-Perche - cantó de la Mortagne-au-Perche - cantó de Moulins-la-Marche - cantó de Nocé - cantó de Pervenchères - cantó de Rémalard - cantó de Le Theil - cantó de Tourouvre